# 贵州水车前
贵州水车前（学名：Ottelia sinensis）为水鳖科水车前属下的一个种。
现接受名为贵州水车前（Ottelia balansae (Gagnep.) Dandy, 1934）。